# Brenda Lozaique
Brenda Lozaique, née le 5 avril 1978, est une haltérophile seychelloise.

## Carrière
Brenda Lozaique est médaillée de bronze aux Championnats d'Afrique 2017 dans la catégorie des moins de 75 kg.